# دهستان کرمجگان
دهستان کرمجگان، یکی از دهستان‌های بخش مرکزی شهرستان کهک در استان قم ایران است. مرکز این دهستان، روستای کرمجگان است.

## جمعیت
بر پایه سرشماری عمومی نفوس و مسکن در سال ۱۳۹۵، جمعیت دهستان کرمجگان برابر با ۸٬۷۰۱ نفر بوده‌است.